# Neofabraea perennans
Espèce
Neofabraea perennans est une espèce de champignons ascomycètes de la famille des Dermateaceae. Le stade anamorphe est Cryptosporiopsis perennans.
Ce champignon phytopathogène est l'une des espèces responsables de maladies du pommier et du poirier (gloeosporiose, chancre pérennant, anthracnose).

## Synonymes
Selon Catalogue of Life (26 septembre 2014) :	
- Cryptosporiopsis perennans (Zeller & Childs) Wollenw. 1939,
- Gloeosporium perennans Zeller & Childs 1925,
- Pezicula perennans (Kienholz) Dugan, R.G. Roberts & G.G. Grove 1993.